# Charakteristische Funktion (Stochastik)
Als charakteristische Funktion bezeichnet man in der Wahrscheinlichkeitstheorie eine spezielle komplexwertige Funktion, die einem endlichen Maß oder spezieller einem Wahrscheinlichkeitsmaß auf den reellen Zahlen beziehungsweise der Verteilung einer Zufallsvariable zugeordnet wird. Dabei wird das endliche Maß eindeutig durch seine charakteristische Funktion bestimmt und umgekehrt, die Zuordnung ist also bijektiv.
Wesentlicher Nutzen von charakteristischen Funktionen liegt darin, dass viele schwerer greifbare Eigenschaften des endlichen Maßes sich als Eigenschaft der charakteristischen Funktion wiederfinden und dort als Eigenschaft einer Funktion leichter zugänglich sind. So reduziert sich beispielsweise die Faltung von Wahrscheinlichkeitsmaßen auf die Multiplikation der entsprechenden charakteristischen Funktionen.

## Definition
Gegeben sei ein endliches Maß {\displaystyle \mu } auf {\displaystyle (\mathbb {R} ,{\mathcal {B}}(\mathbb {R} ))}. Dann heißt die komplexwertige Funktion
{\displaystyle \varphi _{\mu }\colon \mathbb {R} \to \mathbb {C} }
definiert durch
{\displaystyle \varphi _{\mu }(t):=\int _{\mathbb {R} }\exp(\mathrm {i} tx)\,\mu (\mathrm {d} x)}
die charakteristische Funktion von {\displaystyle \mu }. Ist {\displaystyle \mu =P} ein Wahrscheinlichkeitsmaß, so folgt die Definition analog. Ist speziell eine Zufallsvariable {\displaystyle X} mit Verteilung {\displaystyle P_{X}} gegeben, so ist die charakteristische Funktion gegeben durch
{\displaystyle \varphi _{X}(t)=\operatorname {\mathbb {E} } (\exp(\mathrm {i} tX))}
mit dem Erwartungswert {\displaystyle \mathbb {E} }.
Damit ergeben sich als wichtige Sonderfälle:
- Besitzt {\displaystyle P_{X}} eine Wahrscheinlichkeitsdichtefunktion (bezüglich des Riemann-Integrals) {\displaystyle f_{X}(x)}, so ist die charakteristische Funktion gegeben als

{\displaystyle \varphi _{X}(t)=\int _{-\infty }^{\infty }f_{X}(x)\exp(\mathrm {i} tx)\,\mathrm {d} x}.
- Besitzt {\displaystyle P_{X}} eine Wahrscheinlichkeitsfunktion {\displaystyle p_{X}}, so ist die charakteristische Funktion gegeben als

{\displaystyle \varphi _{X}(t)=\sum _{k=1}^{\infty }\exp(\mathrm {i} tx_{k})p_{X}(x_{k})}.
In beiden Fällen ist die charakteristische Funktion die (stetige bzw. diskrete) Fourier-Transformierte der Dichte bzw. Wahrscheinlichkeitsfunktion.
Als Schätzfunktion der charakteristische Funktion auf einer Stichprobe {\displaystyle \{x_{1},\dots x_{N}\}} dient die empirische charakteristische Funktion:
{\displaystyle {\hat {\varphi }}_{X}(t)={\frac {1}{N}}\sum _{k=1}^{N}\exp(\mathrm {i} tx_{k})}

## Elementare Beispiele
Ist {\displaystyle X} Poisson-verteilt, so besitzt {\displaystyle P_{X}} die Wahrscheinlichkeitsfunktion
{\displaystyle p_{\lambda }(k)={\frac {\lambda ^{k}}{k!}}\,\mathrm {e} ^{-\lambda }\quad {\text{für}}\quad k\in \mathbb {N} }.
Mit der oben aufgeführten Darstellung für die charakteristische Funktion mittels Wahrscheinlichkeitsfunktionen ergibt sich dann
{\displaystyle \varphi _{X}(t)=\sum _{k=0}^{\infty }\exp(\mathrm {i} tk){\frac {\lambda ^{k}}{k!}}\,\mathrm {e} ^{-\lambda }=\mathrm {e} ^{-\lambda }\sum _{k=0}^{\infty }{\frac {\left(\lambda e^{it}\right)^{k}}{k!}}=\mathrm {e} ^{\lambda (e^{it}-1)}}
Ist {\displaystyle Y} exponentialverteilt zum Parameter {\displaystyle \lambda }, so besitzt {\displaystyle P_{Y}} die Wahrscheinlichkeitsdichtefunktion
{\displaystyle f_{\lambda }(x)={\begin{cases}\displaystyle \lambda \mathrm {e} ^{-\lambda x}&x\geq 0\\0&x<0\end{cases}}}
Damit ergibt sich
{\displaystyle \varphi _{Y}(t)=\int _{0}^{\infty }e^{\mathrm {i} tx}\lambda \mathrm {e} ^{-\lambda x}\mathrm {d} x=\lambda \int _{0}^{\infty }e^{x(\mathrm {i} t-\lambda )}\mathrm {d} x={\frac {\lambda }{\lambda -\mathrm {i} t}}}
Weitere Beispiele für charakteristische Funktionen sind weiter unten im Artikel tabelliert oder befinden sich direkt im Artikel über die entsprechenden Wahrscheinlichkeitsverteilungen.

## Eigenschaften als Funktion

Die charakteristische Funktion einer Zufallsvariablen, die auf (−1,1) stetig gleichverteilt ist. Im Allgemeinen sind charakteristische Funktionen jedoch nicht reell-wertig.

### Existenz
Die charakteristische Funktion existiert für beliebige endliche Maße und somit auch Wahrscheinlichkeitsmaße bzw. Verteilungen von Zufallsvariablen, da wegen
{\displaystyle \left|e^{\mathrm {i} tx}\right|=1}
das Integral stets existiert.

### Beschränktheit
Jede charakteristische Funktion ist immer beschränkt, es gilt für eine Zufallsvariable {\displaystyle X}, dass
{\displaystyle \left|\varphi _{X}(t)\right|\leq \varphi _{X}(0)=1}.
Im allgemeinen Fall eines endlichen Maßes {\displaystyle \mu } auf {\displaystyle (\mathbb {R} ,{\mathcal {B}}(\mathbb {R} ))} gilt
{\displaystyle \left|\varphi _{\mu }(t)\right|\leq \varphi _{\mu }(0)=\mu (\mathbb {R} )}.

### Symmetrie
Die charakteristische Funktion {\displaystyle \varphi _{X}} ist genau dann reellwertig, wenn die Zufallsvariable {\displaystyle X} symmetrisch ist.
Des Weiteren ist {\displaystyle \varphi _{X}} stets hermitesch, das heißt, es gilt
{\displaystyle \varphi _{X}(-t)={\overline {\varphi _{X}(t)}}}.

### Gleichmäßige Stetigkeit
{\displaystyle \varphi _{X}} ist eine gleichmäßig stetige Funktion.

### Charakterisierung
Interessant ist insbesondere, wann eine Funktion {\displaystyle f\colon \mathbb {R} \to \mathbb {C} } die charakteristische Funktion eines Wahrscheinlichkeitsmaßes ist. Eine hinreichende Bedingung liefert der Satz von Pólya (nach George Pólya):
Ist eine Funktion
{\displaystyle f\colon \mathbb {R} \to [0,1]}
- konvex auf {\displaystyle [0,\infty )} sowie
- stetig und gerade

und gilt außerdem {\displaystyle f(0)=1}, so ist sie die charakteristische Funktion eines Wahrscheinlichkeitsmaßes.
Eine notwendige und hinreichende Bedingung liefert der Satz von Bochner (nach Salomon Bochner):

#### Satz von Bochner
Eine stetige Funktion
{\displaystyle f\colon \mathbb {R} ^{n}\to \mathbb {C} }
ist genau dann die charakteristische Funktion eines Wahrscheinlichkeitsmaßes auf {\displaystyle \mathbb {R} ^{n}}, wenn {\displaystyle f} eine positiv semidefinite Funktion ist und {\displaystyle f(0)=1} gilt.

## Weitere Eigenschaften

### Lineare Transformation
{\displaystyle \varphi _{aX+b}(t)=e^{\mathrm {i} tb}\varphi _{X}(at)}  für alle {\displaystyle a,b\in \mathbb {R} \,.}

### Umkehrbarkeit
Ist {\displaystyle \varphi _{X}} integrierbar, dann lässt sich die Wahrscheinlichkeitsdichte von {\displaystyle X} rekonstruieren als
{\displaystyle f_{X}(x)={\frac {1}{2\pi }}\int \limits _{-\infty }^{\infty }e^{-\mathrm {i} tx}\varphi _{X}(t)\,\mathrm {d} t\,.}

### Momenterzeugung
{\displaystyle \mathbb {E} (X^{k})={\frac {\varphi _{X}^{(k)}(0)}{\mathrm {i} ^{k}}}}  für alle natürlichen {\displaystyle k\in \mathbb {N} }, falls {\displaystyle \mathbb {E} (|X|^{k})<\infty }.
In dieser Eigenschaft ist die charakteristische Funktion ähnlich zur momenterzeugenden Funktion.
Insbesondere ergeben sich die Spezialfälle
{\displaystyle \mathbb {E} (X)={\frac {\varphi _{X}'(0)}{\mathrm {i} }}\,,}
{\displaystyle \mathbb {E} (X^{2})=-\varphi _{X}''(0)\,.}
Wenn für eine natürliche Zahl {\displaystyle n\in \mathbb {N} } der Erwartungswert {\displaystyle \mathbb {E} (|X|^{n})} endlich ist, dann ist {\displaystyle \varphi _{X}} {\displaystyle n}-mal stetig differenzierbar und in eine Taylor-Reihe um {\displaystyle 0} entwickelbar:
{\displaystyle \varphi _{X}(t)=\sum \limits _{k=0}^{n}{\frac {\varphi _{X}^{(k)}(0)}{k!}}t^{k}+R_{n+1}(t)=\sum \limits _{k=0}^{n}{\frac {(\mathrm {i} t)^{k}}{k!}}\mathbb {E} (X^{k})+R_{n+1}(t)\,.}
Ein wichtiger Spezialfall ist die Entwicklung einer Zufallsvariablen {\displaystyle X} mit {\displaystyle \mathbb {E} (X)=0} und {\displaystyle \operatorname {Var} (X)=1}:
{\displaystyle \varphi _{X}(t)=1-{\frac {1}{2}}t^{2}+R_{3}(t)\quad {\text{mit}}\quad \lim \limits _{t\rightarrow 0}{\frac {R_{3}(t)}{t^{2}}}=0\,.}

### Faltungsformel für Dichten
Bei unabhängigen Zufallsvariablen {\displaystyle X_{1}} und {\displaystyle X_{2}} gilt für die charakteristische Funktion der Summe {\displaystyle Y=X_{1}+X_{2}}
{\displaystyle \varphi _{Y}(t)=\varphi _{X_{1}}(t)\,\varphi _{X_{2}}(t)\,,}
denn wegen der Unabhängigkeit gilt
{\displaystyle \varphi _{Y}(t)=\mathbb {E} \left(e^{\mathrm {i} t(X_{1}+X_{2})}\right)=\mathbb {E} \left(e^{\mathrm {i} tX_{1}}e^{\mathrm {i} tX_{2}}\right)=\mathbb {E} \left(e^{\mathrm {i} tX_{1}}\right)\mathbb {E} \left(e^{\mathrm {i} tX_{2}}\right)=\varphi _{X_{1}}(t)\,\varphi _{X_{2}}(t)\,.}

### Charakteristische Funktion von zufälligen Summen
Sind {\displaystyle (X_{i})_{i\in \mathbb {N} }} unabhängig identisch verteilte Zufallsvariablen und {\displaystyle N} eine {\displaystyle \mathbb {N} _{0}}-wertige Zufallsvariable, die von allen {\displaystyle X_{i}} unabhängig ist, so lässt sich die charakteristische Funktion der Zufallsvariable
{\displaystyle S:=\sum _{i=1}^{N}X_{i}}
als Verkettung der wahrscheinlichkeitserzeugenden Funktion {\displaystyle m_{N}(t)} von {\displaystyle N} und der charakteristischen Funktion von {\displaystyle X_{1}} darstellen:
{\displaystyle \varphi _{S}(t)=m_{N}(\varphi _{X_{1}}(t))}.

## Eindeutigkeitssatz
Es gilt der folgende Eindeutigkeitssatz: Wenn {\displaystyle X}, {\displaystyle Y} Zufallsvariablen sind und {\displaystyle \varphi _{X}(t)=\varphi _{Y}(t)} für alle {\displaystyle t\in \mathbb {R} } gilt, dann ist {\displaystyle X{\overset {d}{=}}Y}, d. h. {\displaystyle X} und {\displaystyle Y} haben die gleiche Verteilungsfunktion. Folglich kann damit die Faltung einiger Verteilungen leicht bestimmt werden.
Aus dem Eindeutigkeitssatz lässt sich der Stetigkeitssatz von Lévy folgern: Wenn {\displaystyle (X_{n})_{n\in \mathbb {N} }} eine Folge von Zufallsvariablen ist, dann gilt {\displaystyle X_{n}{\stackrel {d}{\rightarrow }}X} (Konvergenz in Verteilung) genau dann, wenn {\displaystyle \lim \limits _{n\rightarrow \infty }\varphi _{X_{n}}(t)=\varphi _{X}(t)} für alle {\displaystyle t\in \mathbb {R} } gilt. Diese Eigenschaft kann bei zentralen Grenzwertsätzen ausgenutzt werden.

## Beispiele
| Verteilung                                                                     | Charakteristische Funktion {\displaystyle \varphi _{X}(t)}                                          |
| ------------------------------------------------------------------------------ | --------------------------------------------------------------------------------------------------- |
| Diskrete Verteilungen                                                          | |
| Binomialverteilung {\displaystyle X\sim \operatorname {Bin} (n,p)}             | {\displaystyle \varphi _{X}(t)=\left(pe^{\mathrm {i} t}+1-p\right)^{n}}                             |
| Poisson-Verteilung {\displaystyle X\sim \operatorname {Poi} (\lambda )}        | {\displaystyle \varphi _{X}(t)=e^{\lambda \left(e^{\mathrm {i} t}-1\right)}}                        |
| Negative Binomialverteilung {\displaystyle X\sim \operatorname {NegBin} (r,p)} | {\displaystyle \varphi _{X}(t)=\left({\frac {1-pe^{\mathrm {i} t}}{1-p}}\right)^{-r}}               |
| Absolutstetige Verteilungen                                                    | |
| {\displaystyle X\sim N(0,1)} standardnormalverteilt                            | {\displaystyle \varphi _{X}(t)=e^{-{\frac {t^{2}}{2}}}}                                             |
| {\displaystyle X\sim N(\mu ,\sigma ^{2})} normalverteilt                       | {\displaystyle \varphi _{X}(t)=e^{\mathrm {i} t\mu -{\frac {1}{2}}\sigma ^{2}t^{2}}}                |
| {\displaystyle X\sim U(a,b)} gleichverteilt                                    | {\displaystyle \varphi _{X}(t)={\frac {e^{\mathrm {i} bt}-e^{\mathrm {i} at}}{\mathrm {i} (b-a)t}}} |
| {\displaystyle X\sim \;C(0,1)} Standard-Cauchy-verteilt                        | {\displaystyle \varphi _{X}(t)=e^{-\|t\|}}                                                          |
| {\displaystyle X\sim \;G(p,b)} gammaverteilt                                   | {\displaystyle \varphi _{X}(t)=\left({\frac {b}{b-\mathrm {i} t}}\right)^{p}}                       |

## Allgemeinere Definitionen

### Definition für mehrdimensionale Zufallsvariablen
Die charakteristische Funktion lässt sich auf {\displaystyle \ell }-dimensionale reelle Zufallsvektoren {\displaystyle \mathbf {X} =(X_{1},\dotsc ,X_{\ell })} wie folgt erweitern:
{\displaystyle \varphi _{\mathbf {X} }(t)=\varphi _{\mathbf {X} }(t_{1},\dots ,t_{l})=\mathbb {E} (e^{i\langle t,\mathbf {X} \rangle })=\mathbb {E} \left(\prod _{j=1}^{\ell }e^{it_{j}X_{j}}\right)},
wobei {\displaystyle \langle t,\mathbf {X} \rangle =\sum \limits _{j=1}^{\ell }t_{j}X_{j}} das Standardskalarprodukt bezeichnet.

### Definition für nukleare Räume
Auch für nukleare Räume existiert der Begriff der charakteristischen Funktion. Die Funktion {\displaystyle \varphi :N\rightarrow \mathbb {C} }, definiert auf dem nuklearen Raum {\displaystyle N}, heißt charakteristische Funktion, wenn folgende Eigenschaften gelten:
- {\displaystyle \varphi } ist stetig,
- {\displaystyle \varphi } ist positiv definit, d. h. für jede Wahl {\displaystyle \alpha _{1},\ldots ,\alpha _{n}\in \mathbb {C} ,\xi _{1},\ldots ,\xi _{n}\in N,} ist

{\displaystyle \sum _{j,k=1}^{n}\alpha _{j}{\overline {\alpha _{k}}}\varphi (\xi _{j}-\xi _{k})\geq 0,}
- {\displaystyle \varphi } ist normiert, d. h. {\displaystyle \varphi (0)=1.}

In diesem Fall besagt der Satz von Bochner-Minlos, dass {\displaystyle \varphi } ein Wahrscheinlichkeitsmaß auf dem topologischen Dualraum {\displaystyle N^{\prime }} induziert.

### Für zufällige Maße
Die charakteristische Funktion lässt sich auch für zufällige Maße definieren. Sie ist dann jedoch ein Funktional, ihre Argumente sind also Funktionen. Ist {\displaystyle X} ein zufälliges Maß, so ist die charakteristische Funktion gegeben als
{\displaystyle \varphi _{X}(f)=\mathbb {E} \left(\exp \left(i\int f\mathrm {d} X\right)\right)}
für alle beschränkten, messbaren reellwertigen Funktionen {\displaystyle f} mit kompaktem Träger. Das zufällige Maß ist durch die Werte der charakteristischen Funktion an allen positiven stetigen Funktionen mit kompaktem Träger eindeutig bestimmt.

## Beziehung zu anderen erzeugenden Funktionen
Außer den charakteristischen Funktionen spielen noch die wahrscheinlichkeitserzeugenden Funktionen und die momenterzeugenden Funktionen eine wichtige Rolle in der Wahrscheinlichkeitstheorie.
Die wahrscheinlichkeitserzeugende Funktion einer {\displaystyle \mathbb {N} _{0}}-wertigen Zufallsvariable {\displaystyle X} ist definiert als {\displaystyle m_{X}(t)=\mathbb {E} (t^{X})}. Demnach gilt der Zusammenhang {\displaystyle m_{X}(e^{it})=\varphi _{X}(t)}.
Die momenterzeugende Funktion einer Zufallsvariable ist definiert als {\displaystyle M_{X}(t):=\mathbb {E} (e^{tX})}. Demnach gilt der Zusammenhang {\displaystyle M_{iX}(t)=M_{X}(it)=\varphi _{X}(t)}, wenn die momenterzeugende Funktion existiert. Im Gegensatz zur charakteristischen Funktion ist dies nicht immer der Fall.
Außerdem gibt es noch die kumulantenerzeugende Funktion als Logarithmus der momenterzeugenden Funktion. Aus ihr wird der Begriff der Kumulante abgeleitet.